# Vilma Krebs Hyllested
Vilma Krebs Hyllested (* 3. Dezember 2005) ist eine dänische Tennisspielerin.

## Karriere
Krebs Hyllested spielt bislang überwiegend Turniere auf der ITF Women’s World Tennis Tour, wo sie bislang einen Doppeltitel gewonnen hat.
2022 stand sie im August zusammen mit ihrer Partnerin Rebecca Munk Mortensen in ihrem ersten Finale im Doppel eines ITF-Profiturniers, das die beiden gegen Jessica Luisa Alsola und Johanne Svendsen mit 4:6, 6:3 und [7:10] verloren.
2023 gewann Krebs Hyllested im Juni drei Titel bei den dänischen Meisterschaften. Sie war sowohl im Dameneinzel, im Damendoppel als auch im Mixed erfolgreich. Im Dameneinzel besiegte sie ihre Freundin Rebecca Munk Mortensen 3:6, 7:5 und 7:64 besiegte, mit der sie zuvor den Doppeltitel gewonnen hatte.
2025 stand sie Mitte April mit Josy Daems in ihrem zweiten ITF-Doppelfinale, das die beiden mit 3:6, 7:64 und [6:10] knapp gegen Esther Adeshina und Abigail Rencheli verloren. Eine Woche später konnte sie dann zusammen mit Johanne Svendsen ihren ersten ITF-Doppeltitel gewinnen. Ende April steht Krebs Hyllested auf Platz 349 der ITF-Juniorinnen-Weltrangliste und wird mit einer College-UTR in Einzel und Doppel von über 10.0 bewertet.

## Turniersiege

### Doppel
| Nr. | Datum          | Turnier  | Kategorie | Belag     | Partnerin        | Finalgegnerin                  | Ergebnis         |
| --- | -------------- | -------- | --------- | --------- | ---------------- | ------------------------------ | ---------------- |
| 1.  | 19. April 2025 | Monastir | ITF W15   | Hartplatz | Johanne Svendsen | Zeel Desai Anastassija Gurjewa | 6:0, 5:7, [10:5] |